# 문미라
문미라(1992년 2월 28일~)는 대한민국의 축구 선수로 포지션은 공격수이다. 현재 WK리그의 수원 FC 위민과 대한민국 여자 축구 국가대표팀 소속으로 활약하고 있다.

## 구단 경력
2022년 WK리그에서 10골을 넣으며 공격상과 득점상을 모두 수상하였다.

## 국가대표팀 경력
문미라는 2008년부터 2012년까지 한국 U-20 대표팀에서 11경기에 출전해 5골을 터뜨렸다. 2012년에는 2012 FIFA U-20 여자 월드컵 8강에 진출에 기여했다.
2016년 6월 4일 미얀마와의 A매치 친선 경기에서 국가대표 데뷔전을 치렀고 2016년 11월 8일 괌 과의 세 번째 경기에서 첫 골을 넣었다
2017년 10월에 있던 미국과의 친선 경기를 끝으로 국가대표에 발탁되지 않다가 2018년 7월에 종아리 부상을 당한 이소담을 대신 인도네시아 자카르타에서 열리는 2018년 아시안 게임에 참가할 대표팀으로 발탁되었다. 이 대회에서 대한민국이 출전한 6경기 모두 소화하면서 총 6골을 넣으며 동메달 획득에 기여했다.
2019년에는 프랑스에서 열린 2019년 FIFA 여자 월드컵에 참가하면서 처음으로 월드컵에 출전했다. 이 대회에서 나이지리아, 노르웨이와의 A조 조별 리그 경기에 출전했으며 대한민국 대표팀은 A조 최하위인 4위를 하면서 탈락했다. 2021년 9월에는 우즈베키스탄과의 아시안컵 참가 예선 경기에서 2골을 넣으며 대표팀의 승리에 기여했다.
2022년 1월에는 인도에서 열리는 2022년 AFC 여자 아시안컵에 참가하는 국가대표팀에 발탁되었으나 연습 경기 도중 부상을 입고 대표팀에서 하차하여 권하늘이 대신 발탁되었다. 같은 해 7월에는 2022년 동아시아 선수권 대회에 참가할 대표팀에 발탁되었으나 코로나 19에 감염되면서 대표팀에서 하차했다.
2023년 7월에는 오스트레일리아와 뉴질랜드에서 개최하는 2023년 FIFA 여자 월드컵에 참가하는 대표팀 명단에 이름을 올리면서 생애 두 번째 월드컵에 참가했다. 조별 리그 H조 1차전인 콜롬비아와의 경기에 출전하면서 2021년 9월에 열렸던 우즈베키스탄과의 경기 이후 약 2년 만에 A매치에 복귀했다.

## 플레이 스타일
본인이 밝히기를 골대 앞에서의 슈팅과 득점력이 자신의 장점이라고 했으며, 실제로 리그에서 득점왕을 차지히여 이 말을 증명했다.